# Ядерна отрута
Ядерна отрута (англ. nuclear poison, neutron poison, рос. ядерный яд) — речовина, яка має велику здатність захоплювати нейтрони, що спричиняє негативний ефект при проведенні ланцюгової ядерної реакції. Деякі продукти поділу мають таку властивість, це зокрема Xe-135 та Sm-149. Отруєння атомного реактора продуктами поділу може спричинити повну зупинку ланцюгової реакції.